# Ponte Preta
Ponte Preta es un municipio del estado brasilero de Rio Grande do Sul. Tiene superficie de 100,4 km² y su población estimada para el año 2009 era de 1846 habitantes.

## Geografía
Pertenece a la Mesorregión Noroeste Rio-Grandense y a la Microrregión de Erechim.